# Okręg Nîmes
Okręg Nîmes (fr. Arrondissement de Nîmes) – okręg w południowo-zachodniej Francji. Populacja wynosi 458 tysięcy.

## Podział administracyjny
W skład okręgu wchodzą następujące kantony:
- Aigues-Mortes,
- Aramon,
- Bagnols-sur-Cèze,
- Beaucaire,
- La Vistrenque,
- Lussan,
- Marguerittes,
- Nîmes-1,
- Nîmes-2,
- Nîmes-3,
- Nîmes-4,
- Nîmes-5,
- Nîmes-6,
- Pont-Saint-Esprit,
- Remoulins,
- Rhôny-Vidourle,
- Roquemaure,
- Saint-Chaptes,
- Saint-Gilles,
- Saint-Mamert-du-Gard,
- Sommières,
- Uzès,
- Vauvert,
- Villeneuve-lès-Avignon.